# Anselm Ahlfors
Anselm Ahlfors (n. 29 decembrie 1897, Kotka, Marele Principat al Finlandei, Imperiul Rus – d. 13 august 1974, Jyväskylä, Finlanda) a fost un luptător ce a reprezentat Finlanda, medaliat olimpic. A participat la două ediții ale Jocurilor Olimpice (1924, 1928) în care a câștigat o medalie de argint.